# Dylan Louiserre
Dylan Louiserre (Saint-Aubin-lès-Elbeuf, 2 febbraio 1995) è un calciatore francese, centrocampista del Guingamp.

## Carriera

### Club
Cresciuto nel settore giovanile del Le Havre, ha esordito in prima squadra il 26 settembre 2014 disputando l'incontro di Ligue 2 vinto 1-0 contro il Digione. In seguito ha giocato in seconda divisione anche con il Niort.

### Nazionale
Nel 2015 ha giocato due incontri con la nazionale francese Under-20.

## Statistiche

### Presenze e reti nei club
Statistiche aggiornate al 14 dicembre 2021.
| Stagione        | Squadra         | Campionato      | Campionato | Campionato | Coppe nazionali | Coppe nazionali | Coppe nazionali | Coppe continentali | Coppe continentali | Coppe continentali | Altre coppe | Altre coppe | Altre coppe | Totale | Totale |
| Stagione        | Squadra         | Comp            | Pres       | Reti       | Comp            | Pres            | Reti            | Comp               | Pres               | Reti               | Comp        | Pres        | Reti        | Pres   | Reti   |
| --------------- | --------------- | --------------- | ---------- | ---------- | --------------- | --------------- | --------------- | ------------------ | ------------------ | ------------------ | ----------- | ----------- | ----------- | ------ | ------ |
| 2014-2015       | Le Havre        | L2              | 16         | 0          | CF+CdL          | 1+0             | 0               |                    | -                  | -                  |             | -           | -           | 17     | 0      |
| 2015-2016       | Le Havre        | L2              | 23         | 1          | CF+CdL          | 0+1             | 0               |                    | -                  | -                  |             | -           | -           | 24     | 1      |
| 2016-2017       | Avranches       | N               | 19         | 2          | CF              | 4               | 1               |                    | -                  | -                  |             | -           | -           | 23     | 3      |
| 2017-2018       | Le Havre        | L2              | 3          | 0          | CF+CdL          | 0+2             | 0+1             |                    | -                  | -                  |             | -           | -           | 5      | 1      |
| Totale Le Havre | Totale Le Havre | Totale Le Havre | 42         | 1          |                 | 4               | 1               |                    | -                  | -                  |             | -           | -           | 46     | 2      |
| 2018-2019       | Niort           | L2              | 36         | 2          | CF+CdL          | 3+0             | 1+0             |                    | -                  | -                  |             | -           | -           | 39     | 3      |
| 2019-2020       | Niort           | L2              | 26         | 1          | CF+CdL          | 3+2             | 0               |                    | -                  | -                  |             | -           | -           | 31     | 1      |
| 2020-2021       | Niort           | L2              | 34         | 2          | CF              | 0               | 0               |                    | -                  | -                  |             | -           | -           | 34     | 2      |
| 2021-2022       | Niort           | L2              | 17         | 1          | CF              | 0               | 0               |                    | -                  | -                  |             | -           | -           | 17     | 1      |
| Totale Niort    | Totale Niort    | Totale Niort    | 113        | 6          |                 | 8               | 1               |                    | -                  | -                  |             | -           | -           | 121    | 7      |
| Totale carriera | Totale carriera | Totale carriera | 292        | 12         |                 | 18              | 2               |                    | 3                  | 0                  |             | -           | -           | 313    | 14     |